# Powiat stalowowolski
Powiat stalowowolski – powiat w Polsce (północna część województwa podkarpackiego), utworzony w 1999 roku w ramach reformy administracyjnej. Jego siedzibą jest miasto Stalowa Wola.
Według danych z 31 grudnia 2021 roku powiat zamieszkiwało 104 263 osoby.

## Podział administracyjny
W skład powiatu wchodzą:
- gminy miejskie: Stalowa Wola
- gminy miejsko-wiejskie: Zaklików
- gminy wiejskie: Bojanów, Pysznica, Radomyśl nad Sanem, Zaleszany
- miasta: Stalowa Wola, Zaklików

## Demografia

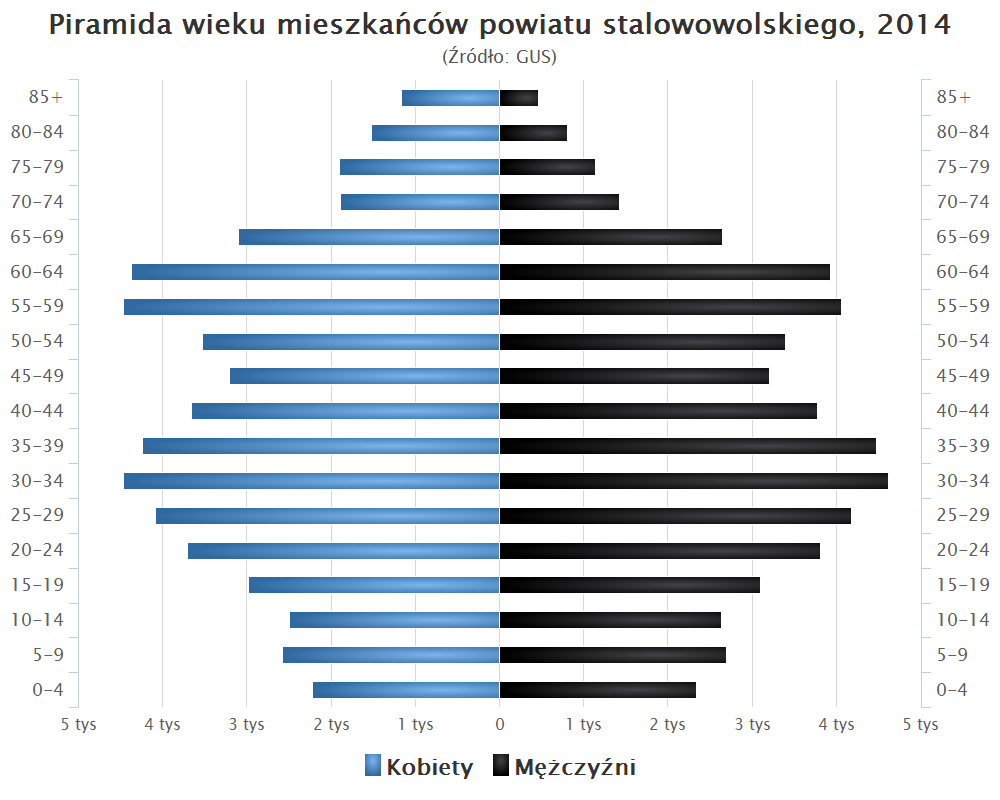
Piramida wieku mieszkańców powiatu stalowowolskiego w 2014 roku

Liczba ludności (dane z 31 grudnia 2021):
|        | Ogółem  | Ogółem | Kobiety | Kobiety | Mężczyźni | Mężczyźni |
| osób   | %       | osób   | %       | osób    | %         |           |
| ------ | ------- | ------ | ------- | ------- | --------- | --------- |
| Ogółem | 104 263 | 100    | 53 798  | 51,60   | 50 465    | 48,40     |
| Miasto | 61 474  | 58,96  | 32 201  | 30,88   | 29 273    | 28,08     |
| Wieś   | 42 789  | 41,04  | 21 597  | 20,71   | 21 192    | 20,33     |

▶Wieś vs ▶miasto
Ogółem (▶k, ▶m)
Miasto (▶k, ▶m)
Wieś (▶k, ▶m)

## Historia
Powiat stalowowolski utworzono po raz pierwszy 9 grudnia 1973, kiedy to przemianowano powiat niżański na stalowowolski z jednoczesnym przeniesieniem siedziby Powiatowej Rady Narodowej z Niska do Stalowej Woli. Powiat stalowowolski, który przetrwał do końca maja 1975 roku, nie obejmował jednak samej Stalowej Woli, która od 1953 roku stanowiła oddzielny powiat grodzki.
W latach 1973–1975 powiat stalowowolski obejmował obszary obecnych gmin:
- Nisko, Rudnik nad Sanem, Ulanów, Jarocin i Jeżowe (obecnie w powiecie niżańskim)[4]
- Bojanów i Pysznica (obecnie w powiecie stalowowolskim)[5]
- Kamień (obecnie w powiecie rzeszowskim)

## Starostowie stalowowolscy
- Roman Ryznar (1999–2002) (AWS)
- Bronisław Tofil (2002–2006) (SLD)
- Antoni Błądek (2006–2007) (PiS)
- Wiesław Siembida (2007–2010) (PiS)
- Robert Fila (2010–2014) (PO)
- Janusz Zarzeczny (od 2014) (PiS)

## Sąsiednie powiaty
- powiat niżański
- powiat kolbuszowski
- powiat tarnobrzeski
- powiat sandomierski (świętokrzyskie)
- powiat kraśnicki (lubelskie)
- powiat janowski (lubelskie)